# Éléments de vaisseaux
Les éléments de vaisseaux, en association avec les trachéides, forment les vaisseaux du xylème. Les éléments de vaisseaux sont de larges cellules, plus ou moins allongées et dont les extrémités peuvent être plus ou moins bisautées. 

## Chez les végétaux autres qu'Angiospermes
Ils sont généralement plus larges et moins longs que les trachéides. Aux extrémités des éléments de vaisseau, on retrouve des perforations plus ou moins importantes. Dans certains cas, les extrémités des éléments de vaisseau sont complètement perforées. Ils peuvent s'aligner les uns par rapport aux autres et former ainsi un vaisseau. 
La paroi secondaire peut prendre différents aspects selon l'espèce ou le stade de croissance. Chez les premiers éléments de vaisseau qui apparaissent chez une plante (protoxylème), la paroi secondaire apparaît chez ces cellules sous la forme d'anneaux ou de spirales. Ce type de paroi secondaire permet l'allongement de la cellule. Mais les éléments de vaisseau produits vers la fin du processus de croissance primaire (métaxylème) ou lors de la croissance secondaire possèdent des parois qui recouvrent presque entièrement l'intérieur de la paroi primaire : types rayé, réticulé et ponctué. Ces parois sont très rigides et les cellules ne peuvent plus s'étirer. 

## Chez lesAngiospermes
Chez les Angiospermes (plantes à fleurs), les éléments de vaisseaux, aussi appelés vaisseaux vrais, sont bien plus développés que chez les autres végétaux et ont une importance non négligeable dans le transport de la sève brute (eau et sels minéraux). 
En effet, les vaisseaux vrais assurent chez les Angiospermes une conduction plus rapide. Ces vaisseaux sont plus courts, plus larges et moins faciformes (forme de faucille) que les trachéides. Leur diamètre est de 100μm contre 10 au maximum pour les trachéides. Ils s'alignent les uns au-dessus des autres pour former de véritables tubes où la conduction est favorisée. Ils présentent des perforations ou plaques perforées sur le côté permettant un déplacement latéral de la sève. 
Ils se mettent en place plus tard dans la plante que les trachéides et constituent le métaxylème. Le sens de différenciation du xylème va des premiers éléments formés (protoxylème) vers les derniers (métaxylème). 